# Michel de Synades
Michel de Synades († 826), appelé aussi Michel de Synnade ou Saint-Michel le Confesseur, était évêque métropolite de Synnada en Phrygie.
Confesseur des saintes icônes sous Léon V l'Arménien, thaumaturge, ambassadeur de Constantinople auprès du Pape autour de 811-812. Il est fêté le 23 mai par les Orthodoxes et Gréco-Catholiques. Il existe sur le Mont Athos une église à son nom bâtie par Matthieu Basarab. Ses reliques se trouvent en Roumanie.